# Lampa gazowana

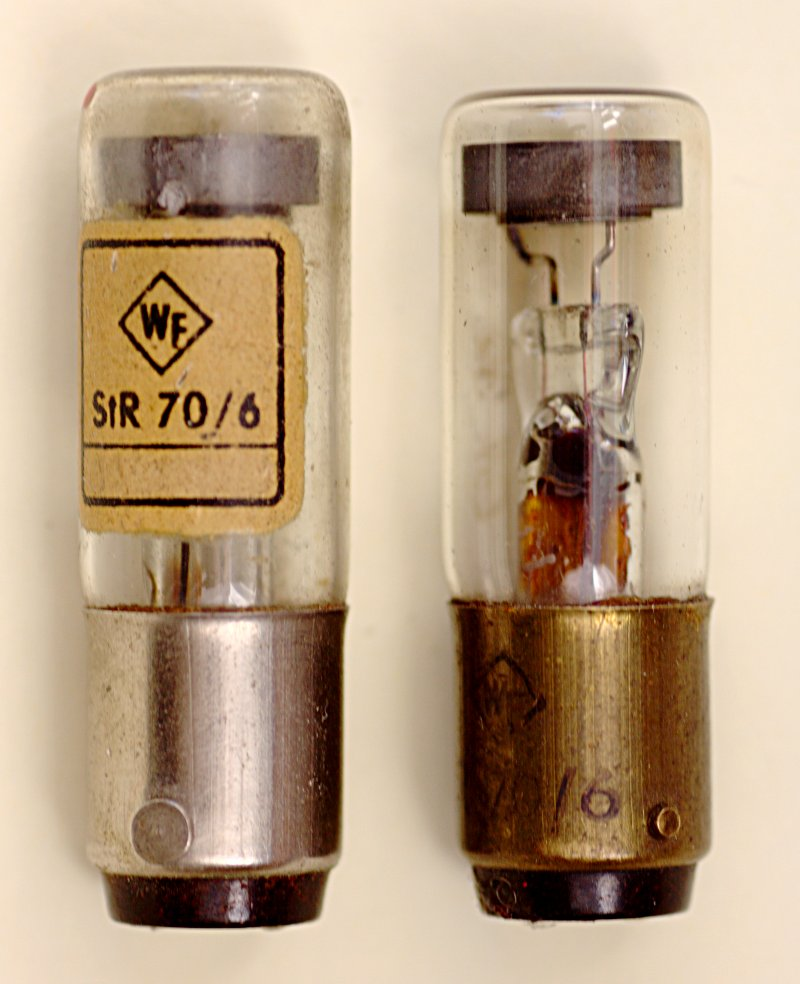
Stabilitrony StR 70/6

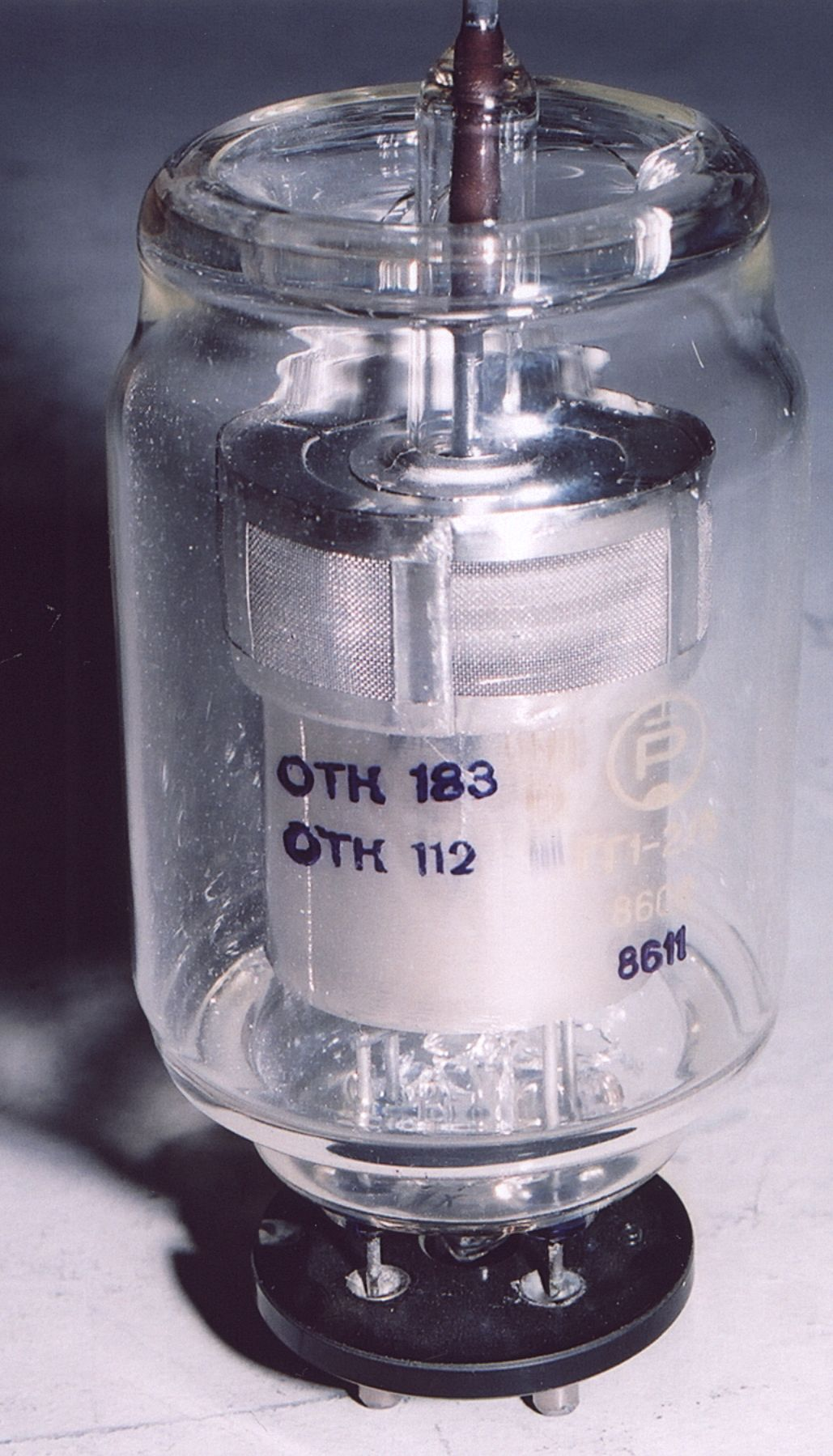
Rosyjski gazotron GG1-2/5 (ГГ1-2/5).

Lampa gazowana – rodzaj lampy elektronowej, której bańka jest wypełniona gazem pod odpowiednim (niewielkim – kilka mm Hg) ciśnieniem. Ponieważ przepływ prądu w gazach podlega zupełnie innym prawom niż w próżni, to w lampach tych zachodzą zupełnie inne zjawiska niż w lampie próżniowej. Lampy gazowane dzielą się na dwa główne rodzaje – na lampy z zimną katodą i lampy z żarzoną katodą. 
Pierwsza grupa zawiera takie lampy jak stabilitrony (zwane też neonówkami stabilizacyjnymi), fotodiody gazowane, ignitrony. Druga grupa to przede wszystkim prostowniki gazowane – gazotrony, a także sterowane prostowniki – tyratrony.